# Armando Arteaga
José Armando Arteaga (El Salvador, ¿? - San Salvador, 10 de mayo de 1975), conocido por el pseudónimo de "Pancho", fue un obrero y sindicalista salvadoreño que militó en las filas del Ejército Revolucionario del Pueblo (ERP).

## Vida
Poco se conoce acerca de su biografía, pero su nombre está ligado a la coyuntura política de El Salvador en los años 70 del siglo XX.
Dejó un hijo en la orfandad llamado Camilo Ernesto a quien bautizo con esos nombres en honor a los revolucionarios cubanos Camilo Cienfuegos y Ernesto "Che" Guevara.

## Muerte
Arteaga fue asesinado junto con el poeta Roque Dalton el 10 de mayo de 1975, por sus propios compañeros del ERP, tras un "juicio sumario", durante las pugnas que llevarían a la división del ERP en ese mismo año, y a la posterior creación de la Resistencia Nacional.
Saúl Mendoza, uno de sus guardianes durante los 30 días que duró su detención clandestina, junto con Dalton, en una casa de seguridad, ha afirmado que fue "asesinado por un alto comandante del ERP".
Su cadáver y el de Dalton fueron dejados a la intemperie en El Playón, una zona de restos volcánicos del volcán de San Salvador donde los animales salvajes los devoraron. 
La de Dalton (y de Pancho) no fue una muerte cualquiera. No fue una más de la colección en la escalada de violencia política que por esos años sacudía a El Salvador. La muerte de Dalton fue un punto de quiebre de las divisiones dentro del mismo movimiento guerrillero.